# William Fearing Gill
William Fearing Gill (* 1844; † 1917) war ein US-amerikanischer Verleger aus Boston, Massachusetts und der erste US-amerikanische Biograf des Schriftstellers und Literaturkritikers Edgar Allan Poe.

## Poe-Biograf

Titelseite der 1877 erschienenen Erstausgabe von The Life of Edgar Allan Poe

Gill nahm etwa 1873, zur selben Zeit wie der fast gleichaltrige, erste britische Poe-Biograf John Henry Ingram, Kontakt zu zahlreichen Poe-Freunden und -Bekannten (z. B. Sarah Helen Whitman) auf, befragte sie und sammelte deren Informationen über den Schriftsteller, um daraus eine Biografie zu erstellen. Wie Ingram auf der anderen Seite des Atlantiks, war auch Gills Motivation, Poes Ansehen von den haltlosen Anschuldigungen, Verleumdungen und Lügen, die Poes literarischer Nachlassverwalter Rufus Wilmot Griswold bereits wenige Tage nach Poes Tod in Zeitungen und Büchern verbreitete, rein zu waschen. Was beiden Autoren an wissenschaftlicher Arbeitsweise und Vorgehen fehlte, ersetzten sie durch persönlichen Einsatz und Enthusiasmus – allerdings allzu oft auf Kosten wissenschaftlich fundierter Recherche und Neutralität.
Gills Poe-Biografie The Life of Edgar Allan Poe erschien 1877 und war die erste buchlange Poe-Biografie. Das Buch erfuhr in schneller Folge mehrere überarbeitete und erweiterte Neuauflagen.
Durch Sarah Helen Whitman wussten Gill und Ingram bereits um 1874 voneinander und dass sie am selben „Thema“ mit demselben Ziel arbeiteten. In den darauf folgenden Jahren standen sie in häufigem Briefkontakt.

### Konkurrenz zwischen Ingram und Gill & Co.
Wie Ingram mangelte es auch Gill nicht an Hingabe an die selbstgestellte Aufgabe, Poe reinzuwaschen, aber beiden mangelte es an wissenschaftlicher Distanz zum Objekt ihrer Forscher-Leidenschaft.
Ingram betrachtete mit deutlichem Argwohn die Aktivitäten von William F. Gill und anderen US-amerikanischen Poe-Biografen, unter ihnen Richard Henry Stoddard (1825–1903) und Eugene Lemoine Didier (1838–1913), da Ingram der Auffassung war, dass diese unberechtigtere Weise auf seinem Forschungsgebiet wilderten. Zwischen 1874 und 1875 veröffentlichte Ingram sein vierbändiges Werk The Works of Edgar Allan Poe, das in den Folgejahren mehrere Neuauflagen erlebte. 1880 folgte die zweibändige Biografie Edgar Allan Poe. His Life, Letters and Opinions.
Gill hatte zwischenzeitlich 1877 seine Poe-Biografie The Life of Edgar Allan Poe publiziert. Am 6. Oktober des Jahres veröffentlichte Ingram in der in London erschienenen Zeitschrift Athenaeum eine harsche, wenn nicht gar vernichtende Kritik, in der er Gill u. a. unsauberes Arbeiten vorwarf sowie zahlreiche Fehler nachwies, von denen er die gröbsten auflistete. Gill wiederum reagierte mit einer ebenso scharfen Replik am 11. November in der in New York City erschienenen Zeitung New York Herald.

### Gebeine von Poes Ehefrau
Poes Ehefrau (und Cousine 1. Grades) Virginia Poe, geb. Clemm, starb 1847 im Alter von nur 24 Jahren an Tuberkulose. Sie wurde auf dem Friedhof der Old Dutch Church in Fordham, heute ein Stadtteil von New York City, beigesetzt. Dieser Friedhof wurde 1875 aufgelassen. Alle Gräber wurden eingeebnet und die sterblichen Überreste beseitigt. Gill soll es gelungen sein, die Gebeine Virginia Poes sozusagen „in letzter Minute“ gerettet zu haben. Anschließend soll er sie in einer kleinen Kiste mit zu sich nach Hause genommen haben, wo er sie angeblich unter seinem Bett aufbewahrte. Gill berichtete Poes Cousin Neilson Poe (1809–1884) davon.
Bald hatte sich dies herum gesprochen, dass Virginia Poes Gebeine vor der Vernichtung gerettet worden seinen. Landläufig galten Leben und Sterben von Poes Ehefrau als künstlerische Inspiration für das Gedicht Annabel Lee, das Poe 1849, in seinem letzten Lebensjahr verfasste und das zu seinen bekanntesten lyrischen Werken gehört. Aus diesem Grunde wurden die Knochen an zahlreichen Orten im Land öffentlich ausgestellt.
Poe war in Baltimore bestattet worden. Nachdem seine sterblichen Überreste 1875 in eine neue, würdige Grabstätte umgebettet worden waren, wurden die Gebeine seiner Ehefrau am 19. Januar 1885, Poes 76. Geburtstag, ebenfalls neben ihm in Baltimore beigesetzt.

### Fordham Cottage

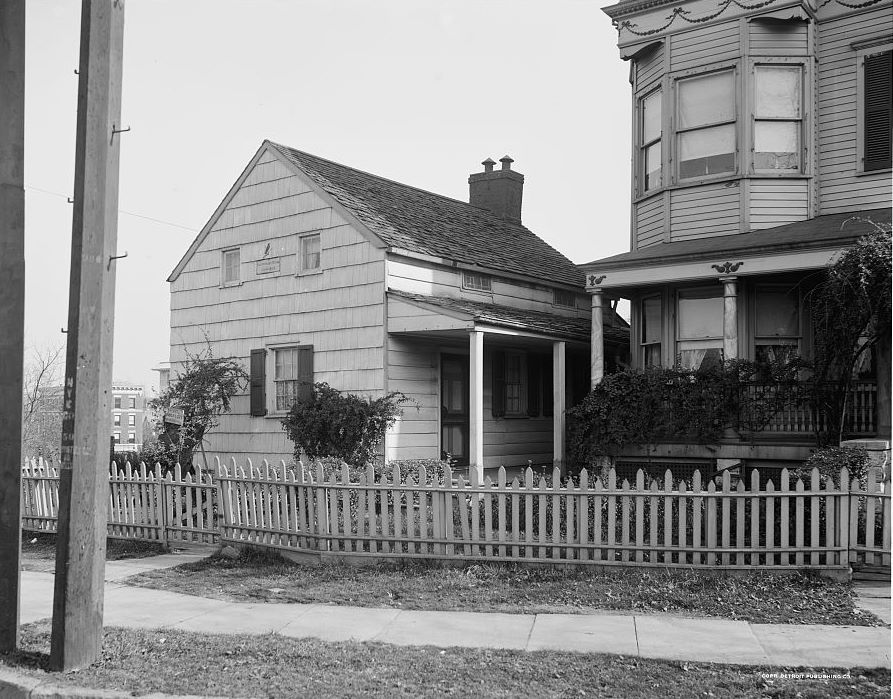
Fordham Cottage (kleines Gebäude links), am alten Standort (vor 1910).

Das letzte Wohnhaus des Ehepaares Poe, später „Fordham Cottage“ genannt, wurde 1889 für $ 775 von Gill auf einer Auktion erworben, um es für die Nachwelt erhalten zu können. Heute ist das letzte Wohnhaus Poes aus seiner Zeit in New York, in dem er u. a. sein berühmtestes Gedicht Der Rabe geschrieben hat, ein Poe-Museum.